# Michel Rodange

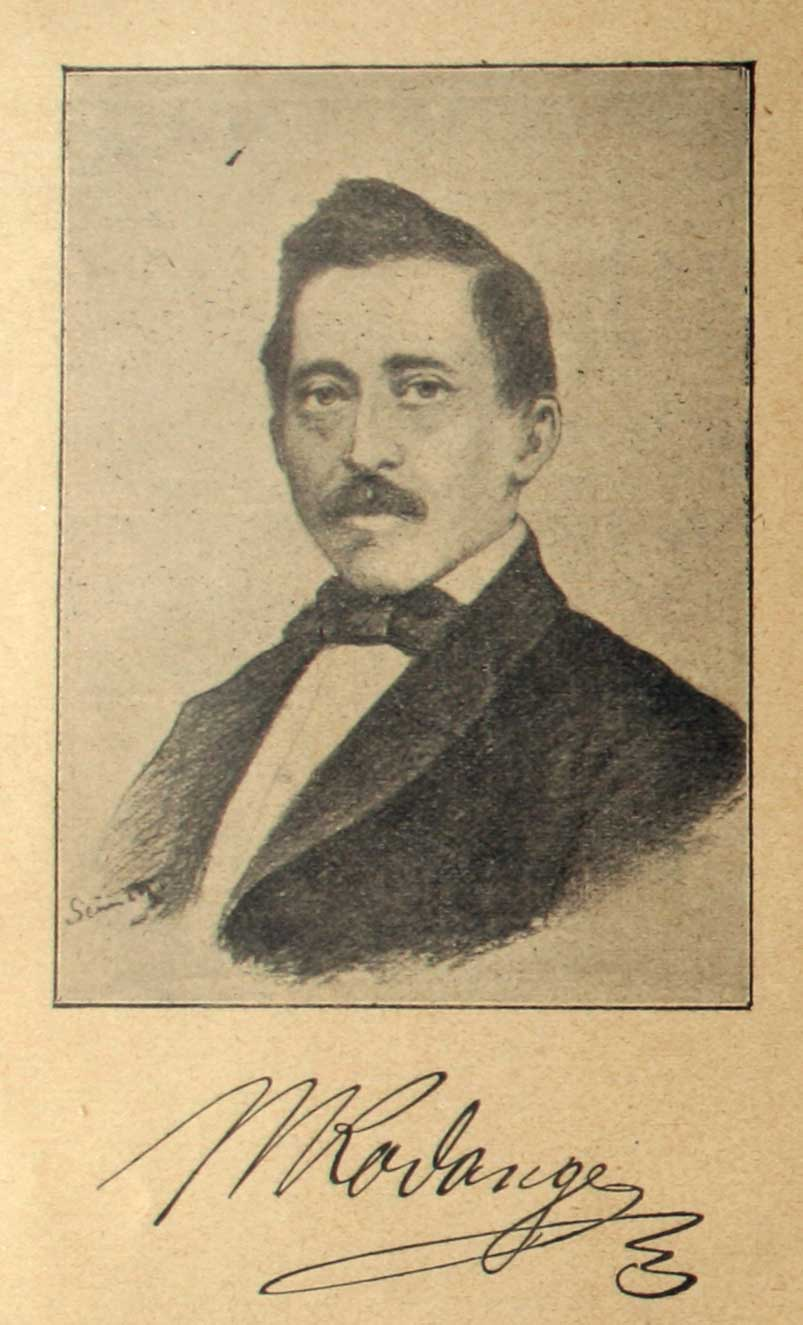
Afbeelding van Michel Rodange gepubliceerd in de tweede oplage van Renert oder de Fuuss am Frack an a Maansgréisst in 1909.

Michel Rodange (Waldbillig, 3 januari 1827 - Clausen, 27 augustus 1876) was een Luxemburgs schrijver. Hij was onderwijzer en is vooral bekend om "Renert oder de Fuuss am Frack an a Maansgréisst", een bewerking in het Luxemburgs van Goethes "Reineke Fuchs", dat op zijn beurt geïnspireerd was op het Middelnederlandse Van den vos Reynaerde. 
Met Magdalena Leysen had hij tien kinderen, van wie er zes jong stierven. Rodange werd begraven op de Cimetière Notre-Dame in Luxemburg.
- Bibliothèque nationale de France: cb125083420 (data)
- Gemeinsame Normdatei: 13206295X
- International Standard Name Identifier: 0000 0001 2320 6835
- Library of Congress Control Number: no00078459
- Nederlandse Thesaurus van Auteursnamen: 338889647
- Virtual International Authority File: 50376856
- WorldCat: E39PBJbRgKmcd6Cpc6yMMGGbVC